# Erich vom Bruch

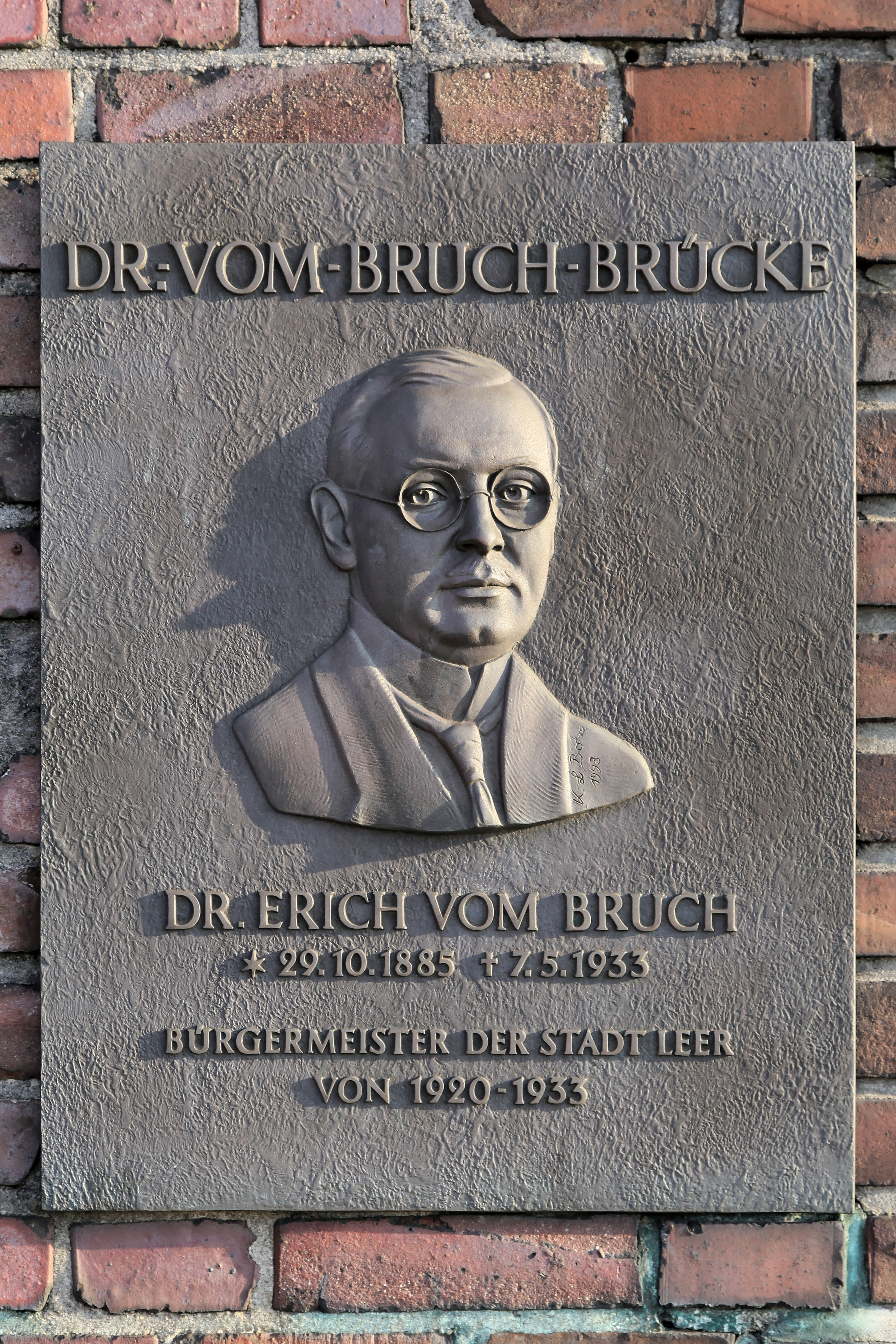
Gedenktafel auf der Dr.-vom-Bruch-Brücke in Leer (Ostfriesland)

Erich vom Bruch (* 29. Oktober 1885 in Solingen; † 7. Mai 1933 in Leer) war ein deutscher Jurist, Bürgermeister der Stadt Leer und ein frühes Opfer des Nationalsozialismus. Er erschoss sich rund zwei Monate nach der Machtübernahme der Nationalsozialisten in Leer. Vom Bruch, der sich aus mehreren Gründen bei den Leeraner Nationalsozialisten unbeliebt gemacht hatte, waren Unregelmäßigkeiten im kommunalen Finanzwesen vorgeworfen worden. Er beging Suizid, nachdem seine Gegner wegen besagter Vorwürfe eine gerichtliche Voruntersuchung beantragt hatten.

## Kindheit und Ausbildung
Erich vom Bruch, Sohn eines Kaufmanns, absolvierte das Gymnasium Schwertstraße in Solingen und legte dort 1904 das Abitur ab. An der Universitäten Marburg, Bonn und Tübingen studierte er von 1904 bis 1907 Rechtswissenschaften und Volkswirtschaftslehre. 1904 wurde er Mitglied der Marburger Burschenschaft Germania. 1907 bestand er das Referendarexamen vor dem Oberlandesgericht Köln und wurde 1908 in Tübingen mit einer Arbeit über „Bürgschaft und Pfandrecht bei der naturalis obligatio des römischen Rechts“ promoviert. Während seines Justizvorbereitungsdienstes war er in mehreren Gemeinden angestellt und legte in Berlin 1913 das Gerichtsassessor-Examen ab.

## Die ersten Jahre als Leeraner Bürgermeister
Nach seiner erfolgreichen Assessorprüfung trat er seine erste Stelle als besoldeter Beigeordneter der Stadt Ohligs (heute Solingen) an, die er vom 1. Oktober 1917 bis 1920 innehatte. Sodann stellte er sich zur Wahl um die Stelle des Bürgermeisters von Leer. Das Bürgervorsteherkollegium bestätigte ihn am 27. Oktober. Seine Amtsgeschäfte waren geprägt von Gesprächen mit Vertretern des Handels und der Schifffahrt. Einer seiner Schwerpunkte war der Plan, die Stadt auf eine solidere wirtschaftliche Grundlage zu stellen, wobei er auch Steuer- und Gebührenerhöhungen als Instrument nutzte.
In den schwierigen wirtschaftlichen Zeiten der Inflation und der folgenden zwei Jahre stiegen Arbeitslosigkeit und Kurzarbeit in Leer. Industriebetriebe wie die Muschelkalkfabrik „Fresena“ und die Strohpappenfabrik wurden stillgelegt, letztgenannte später mit verkleinerter Belegschaft weitergeführt. Die Eisengießereien Boekhoff und Schreiber führten 1924/25 mehrfach Kurzarbeit ein. Um die Wirtschaftskraft zu beleben, setzte vom Bruch auf staatliche Nachfrage – zum einen, um die Arbeitslosigkeit einzudämmen, zum anderen, weil die Infrastruktur der Stadt in Teilen ohnehin überholt war.
Vom Bruch knüpfte an Pläne an, die bereits unter seinen Vorgängern geplant, jedoch nie umgesetzt worden waren. Darunter fielen der Neubau der Seeschleuse und des Hafenbeckens sowie die Bedeichung der Ems. Niedergelegt hatte vom Bruch seine Ansichten in jenen Jahren in seiner Denkschrift über den weiteren Ausbau des Hafens der Stadt Leer. Zu den Maßnahmen der Wirtschaftsförderung sowie der Verbesserung der Lebensverhältnisse gehörten neue Brücken und Dämme, die Hafenerweiterung, eine bessere Anbindung an die Bahn, die Modernisierung beziehungsweise Errichtung einer Kanalisation, ein neuer Wasserturm und die des Kreiskrankenhauses Leer. Die Investitionen zogen auch private Investoren an, so eröffnete 1926 ein Milchwerk der Deutschen Libby GmbH ihren Betrieb. Zu diesen Neubauten gehörte auch der am 1. Dezember 1925 begonnene und am 2. März 1927 eröffnete Viehmarkt, der zum Zeitpunkt seiner Eröffnung als der modernste und größte seiner Art im Deutschen Reich galt und zu dessen Eröffnung eigens Reichspräsident Paul von Hindenburg anreiste. Für die Baumaßnahmen hatte sich die Stadt Leer indes stark verschulden müssen.
Vom Bruch war Mitglied im Kreistag. Er trat zur Wahl als Spitzenkandidat auf einer bürgerlichen Einheitsliste an. Die bürgerliche Einheitsliste bestand vornehmlich aus Honoratioren der Stadt, neben vom Bruch wurden auch der Kaufmann Hermann Brouwer und der Steinhauereibesitzer Theodor Nanninga in den Kreistag gewählt. Durch die gleichzeitige Tätigkeit als Leeraner Bürgermeister und Kreistagsmitglied erhoffte sich vom Bruch eine stärkere Berücksichtigung Leeraner Belange. Im Leeraner Kreistag war dies nichts Ungewöhnliches: Fast zwei Drittel der Abgeordneten gehörten keiner Partei, sondern einer Listenverbindung an, die in einem zumeist deutlich abgegrenzten Raum ihre Wählerstimmen holte. Vom Bruch wird zugleich in verschiedene Aufsichtsräte gewählt, unter anderem in den örtlichen Verkehrsverein und die Heringsfischerei Leer. 1929 nahm er an der Eröffnung der renovierten Synagoge in Leer teil. Politisch wird vom Bruch der DVP zugerechnet, er arbeitet mit der linksliberalen DDP wie auch mit den Sozialdemokraten zusammen.

## Krise und Selbstmord
Wie überall in Deutschland verschlechterte sich die Wirtschaftslage auch in Leer nach Ausbruch der Weltwirtschaftskrise 1929. Die Arbeitslosenzahlen stiegen stetig an, damit einhergehend auch die Zahl der Empfänger von Arbeitslosen-, Krisenunterstützungs- und Wohlfahrtsunterstützungsgeld. Die Krise hinterließ in Leer zwar noch nicht sofort Spuren, schlug aber spätestens seit 1931 sehr deutlich durch. Wie bereits Mitte der 1920er-Jahre reagierten die Industriebetriebe mit Kurzarbeit und Entlassungen. Besonders die steigende Zahl von Wohlfahrtsunterstützungs-Empfängern belastete die kommunalen Kassen, so dass sich die Kommunen des Landkreises gezwungen sahen, anderweitige Aufgaben zu strecken.
Im Sommer und im Herbst 1932 kam es in Leer zu sogenannten Steuerprotestversammlungen: Die Teilnehmer der Veranstaltungen kritisierten die Höhe der Steuern in Leer, die, so der Vorwurf, eine der höchstbesteuernden Städte in der Provinz Hannover sein sollte. Es wurde die Senkung der Ortssteuern und der Abbau der Verwaltung gefordert. Sowohl der Regierungspräsident in Aurich als auch der preußische Innenminister erbaten daraufhin von vom Bruch Stellungnahmen, die in den Folgemonaten einen großen Teil seiner Arbeitskraft beanspruchten. Vom Bruch rechtfertigte die Besteuerung mit Verweis auf die erbrachten Leistungen für die Infrastruktur der Stadt, die in jenem Jahr allerdings mangels Geld schon nicht mehr ausgebaut wurde.
Stadt und Landkreis Leer waren zu Beginn der 1930er-Jahre noch keine ausgeprägte Hochburg der Nationalsozialisten. Der Leeraner Nationalsozialist Erich Drescher, später Nachfolger von vom Bruch, sah sich 1930 genötigt, der NSDAP-Gruppierung im damals noch selbstständigen Kreis Weener beizutreten, da es in Leer keine Parteigliederung gab. Erst im Dezember 1930 gründete dann jener Erich Drescher eine NSDAP-Ortsgruppe im Landkreis Leer.
Der Aufstieg der Nationalsozialisten zeigte sich jedoch spätestens 1932 auch in der Kreisstadt. Bei der Reichstagswahl am 6. November 1932 wurde die NSDAP von 38,05 % der Wahlberechtigten gewählt, bei der Reichstagswahl am 5. März 1933 dann von mehr als 43 %. Damit blieb die Kreisstadt zwar unter dem Durchschnitt des Umlandes: Bei den November-Wahlen betrug ihr kreisweites Ergebnis bereits 52,6 %. Doch war die NSDAP jetzt auch in Leer zur stärksten Kraft geworden. Bei der Kommunalwahl am 12. März 1933 schließlich stimmten auch die Einwohner der Kreisstadt mehrheitlich für die Nazis (51,53 %). Zur gleichzeitigen Kreistagswahl war auch die Einheitsliste um Erich vom Bruch angetreten, hatte sich aber – um beim Wähler keinen Zweifel an „patriotischer Gesinnung“ aufkommen zu lassen – in „Nationale Einheitsliste“ umbenannt. Die Wähler entsandten vom Bruch erneut in den Kreistag, in dem die NSDAP über 15 von 29 Sitzen verfügte.
Die neuen Machthaber nahmen vom Bruch ins Visier, dem sie eine Nähe zur SPD unterstellten. Zum einen weigerte er sich, sozialdemokratische Amtsträger zu entlassen, zum anderen, die in seiner Amtszeit gebaute Viehhalle für eine Massenkundgebung der Nazis freizugeben. Die Begründung vom Bruchs lautete, er wolle Rücksicht auf die Viehhändler nehmen, die zu 90 % jüdischen Glaubens waren.
Am 28. März 1933 besetzte eine Gruppe von SA-Männern das Rathaus, stellte vom Bruch kurzzeitig unter Hausarrest und nahm mehrere Beamte in „Schutzhaft“. Noch am selben Tag wurde vom Bruch zwangsweise beurlaubt und durch den Nationalsozialisten Erich Drescher ersetzt. In Erklärungen an die Öffentlichkeit argumentierte die NSDAP, sie habe durch die Absetzung Vertuschungen im Zusammenhang mit dem Finanzgebaren in Leer verhindern wollen. Vom Bruch zog nach Aufhebung des Hausarrests zunächst für kurze Zeit zu Verwandten nach Bremen. Dort erreichte ihn ein Schreiben eines von Nationalsozialisten besetzten Ausschusses, der am 1. April erstmals zusammentrat, um die Finanz- und Verwaltungsverhältnisse in Leer zu untersuchen. Aus der Zeitung erfuhr vom Bruch, dass sein Gehalt eingefroren worden war. Vom Bruch kehrte auf Anordnung Dreschers Anfang Mai nach Leer zurück, wo er sich gegen die Vorwürfe rechtfertigen sollte. Das „Leeraner Anzeigenblatt“ berichtete am 6. Mai unter der Überschrift „Jetzt kommt die Abrechnung!“, dass am darauffolgenden Tag „vom Untersuchungsrichter eine genaue Nachprüfung der ev. Haftentscheidung getroffen werden wird.“ Am Morgen des 7. Mai erschoss sich vom Bruch in seiner Dienstwohnung mit einem Revolver.

## Nachwirkung
In einem Prozess gegen führende ehemalige Mitarbeiter der Leeraner Stadtverwaltung vor der Korruptionsstrafkammer am Landgericht Aurich im Jahr 1934 kam die Haltlosigkeit der Vorwürfe gegen vom Bruch zum Vorschein. Eine posthume Rehabilitierung erfolgte zu jener Zeit jedoch nicht. Erst nach der Zeit des Nationalsozialismus erfolgt eine Rehabilitierung und Würdigung seiner Arbeit. Die Rathausbrücke in der Leeraner Innenstadt wurde im Frühjahr 1949 in „Dr.-vom-Bruch-Brücke“ umbenannt.

## Publikationen
- Bürgschaft und Pfandrecht bei der naturalis obligatio des römischen Rechts, 1908 (Dissertation)
- Denkschrift über den weiteren Ausbau des Hafens der Stadt Leer, Leer 1922
- Neue Marktanlage für die Stadt Leer in Ostfriesland, in: Deutsche landwirtschaftliche Tierzucht 32, 1928, S. 697–701.